# Hugo Velázquez Moreno
Hugo Velázquez Moreno, né le 3 juillet 1966 à Asuncion, est un homme d'État paraguayen. Il est vice-président de la République de 2018 à 2023.

## Biographie
D'abord député, puis président de la Chambre des députés de 2014 à 2017, il est élu vice-président de la République en 2018, aux côtés de Mario Abdo, élu président de la République.
Mis en cause pour des faits de corruption, il annonce sa démission en 2022 mais revient ensuite sur sa décision.